# Oscar za najlepsze efekty specjalne
Nagroda Akademii za najlepsze efekty specjalne (ang. The Academy Award for Visual Effects) – jedna z nagród, którą otrzymują ludzie pracujący w przemyśle filmowym, przyznawaną przez Amerykańską Akademię Sztuki i Wiedzy Filmowej (Academy of Motion Picture Arts and Sciences) za najlepsze efekty specjalne. Oscar w tej kategorii pierwszy raz został przyznany w 1977 roku.

## Lista wczesnych nagród Akademii Filmowej za efekty specjalne
Zanim Nagroda Akademii za najlepsze efekty specjalne została ustanowiona w 1977 roku, Akademia przyznawała nagrody w podobnych kategoriach:

### Najlepsze efekty inżynieryjne
| Rok  | Polski tytuł nagrodzonego filmu | Oryginalny tytuł nagrodzonego filmu | Osoba nagrodzona | Źr.   |
| ---- | ------------------------------- | ----------------------------------- | ---------------- | ----- |
| 1929 | Skrzydła                        | Wings                               | Roy Pomeroy      | [ 2 ] |

### Nagroda honorowa
| Rok  | Polski tytuł nagrodzonego filmu | Oryginalny tytuł nagrodzonego filmu | Osoba nagrodzona | Asystenci | Źr.   |
| ---- | ------------------------------- | ----------------------------------- | ---------------- | --- | ----- |
| 1939 | Zew Północy                     | Spawn of the North                  | Gordon Jennings  | Jan Domela, Devereaux Jennings, Irmin Roberts, Art Smith, Farciot Edouart, Loyal Griggs, Loren L. Ryder, Harry D. Mills, Louis Mesenkop, Walter Oberst | [ 3 ] |

### Najlepsze efekty, efekty specjalne
Od 1940 roku nagradzano w tej kategorii twórców zarówno efektów wizualnych, jak i dźwiękowych.
1940–1949
| Rok  | Polski tytuł nagrodzonego filmu | Oryginalny tytuł nagrodzonego filmu | Osoba nagrodzona                                                                                          | Źr.    |
| ---- | ------------------------------- | ----------------------------------- | --- | ------ |
| 1940 | The Rains Came                  | The Rains Came                      | Fred Sersen, Edmund H. Hansen                                                                             | [ 4 ]  |
| 1941 | Złodziej z Bagdadu              | The Thief of Bagdad                 | Lawrence W. Butler, Jack Whitney                                                                          | [ 5 ]  |
| 1942 | I Wanted Wings                  | I Wanted Wings                      | Farciot Edouart, Gordon Jennings, Louis Mesenkop                                                          | [ 6 ]  |
| 1943 | Zdradzieckie skały              | Reap the Wild Wind                  | Farciot Edouart, Gordon Jennings, William L. Pereira, Louis Mesenkop                                      | [ 7 ]  |
| 1944 | Crash Dive                      | Crash Dive                          | Fred Sersen, Roger Heman Sr.                                                                              | [ 8 ]  |
| 1945 | 30 sekund nad Tokio             | Thirty Seconds Over Tokyo           | A. Arnold Gillespie, Donald Jahraus, Warren Newcombe, Douglas Shearer                                     | [ 9 ]  |
| 1946 | Wonder Man                      | Wonder Man                          | John P. Fulton, Arthur Johns                                                                              | [ 10 ] |
| 1947 | Seans                           | Blithe Spirit                       | Tom Howard                                                                                                | [ 11 ] |
| 1948 | Ulica zielonego delfina         | Green Dolphin Street                | A. Arnold Gillespie, Warren Newcombe, Douglas Shearer, Michael Steinore                                   | [ 12 ] |
| 1949 | Portret Jennie                  | Portrait of Jennie                  | Paul Eagler, J. McMillan Johnson, Russell Shearman, Clarence Slifer, Charles L. Freeman, James G. Stewart | [ 13 ] |